# Zaischnopsis intonsiocula
Zaischnopsis intonsiocula är en stekelart som först beskrevs av Girault 1934.  Zaischnopsis intonsiocula ingår i släktet Zaischnopsis och familjen hoppglanssteklar. Inga underarter finns listade i Catalogue of Life.